# Blackwater Park
Blackwater Park es el quinto álbum del grupo sueco Opeth. El álbum fue grabado en los estudios Fredman y fue producido por Steven Wilson. Es uno de los álbumes más exitosos de la banda y es considerado como uno de los mejores discos de metal progresivo de la historia.

## Lista de canciones
1. "The Leper Affinity" – 10:23
2. "Bleak" – 9:16
3. " Harvest" – 6:01
4. "The Drapery Falls" – 10:54
5. "Dirge for November" – 7:54
6. "The Funeral Portrait" – 8:44
7. "Patterns in the Ivy" – 1:53
8. " Blackwater Park" – 12:08

## Lista de canciones de versión remasterizada
1. "The Leper Affinity" – 10:23
2. "Bleak" – 9:16
3. "Harvest" – 6:01
4. "The Drapery Falls" – 10:54
5. "Dirge for November" – 7:54
6. "The Funeral Portrait" – 8:44
7. "Patterns in the Ivy" – 1:53
8. "Blackwater Park" – 12:08
9. "Still Day Beneath The Sun" – 4:32
10. "Patterns In The Ivy II" – 4:12

## Personal
- Mikael Åkerfeldt – guitarra y voces
- Martín López – batería
- Peter Lindgren – guitarra
- Martín Méndez – bajo
- Steven Wilson (invitado) – mellotron, teclado, guitarras y voces

- Datos: Q18616